# Industrializarea în Uniunea Sovietică

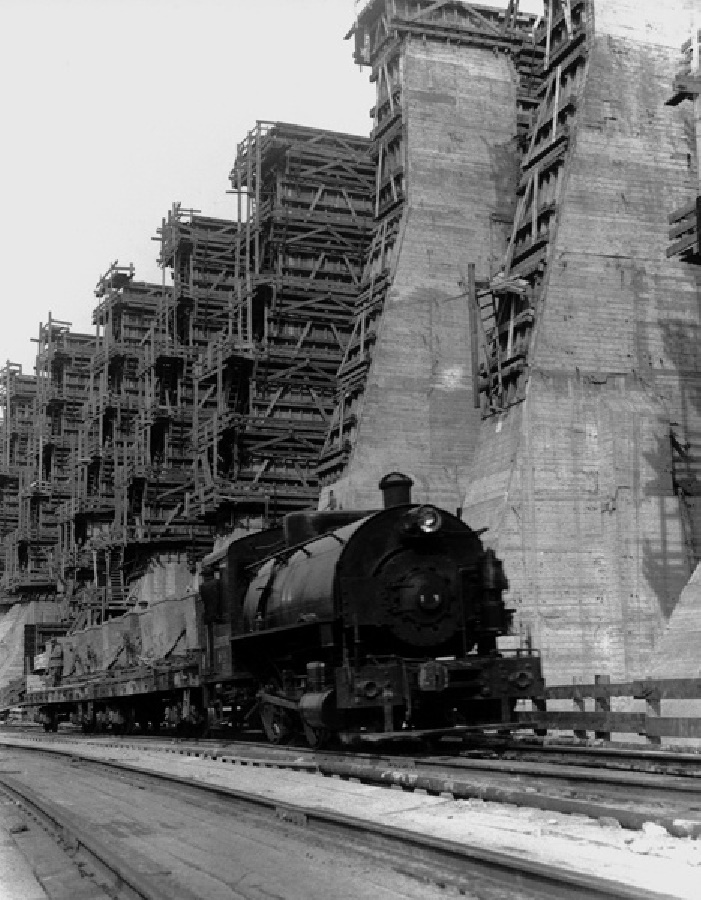
Construcția hidrocentralei de pe Nipru. 1931

Industrializarea în Uniunea Sovietică a fost un proces de consolidare accelerată a potențialului industrial al Uniunii Sovietice pentru reducerea decalajului economiei sovietice față de cel al statelor capitaliste dezvoltat, care a fost realizat din mai 1929 până în iunie 1941.
Sarcina oficială a industrializării a fost transformarea Uniunii Sovietice dintr-o societate preponderent agrară într-un stat industrial de frunte. Începutul industrializării socialiste ca parte integrantă a „triplei sarcini de reorganizare radicală a societății" (industrializare, centralizare economică, colectivizarea agriculturii și o revoluție culturală) a fost stabilită prin primul plan cincinal de dezvoltare a economiei naționale din 1928 – 1932.

în perioada sovietică, industrializarea a fost considerată o mare realizare. Creșterea rapidă a capacității de producție și a volumului producției din industria grea de aproximativ 4 ori a fost de mare importanță pentru asigurarea independenței economice față de țările capitaliste și întărirea capacității de apărare a țării. În această perioadă, Uniunea Sovietică a făcut tranziția de la o țară agrară la una industrială. În timpul Marelui Război pentru Apărarea Patriei, industria sovietică a egalat și a și întrecut în anumite momente industria Germaniei naziste. 
De la sfârșitul anilor 1980, în Uniunea Sovietică și în Rusia au avut loc discuții privind prețul industrializării, fiind puse sub semnul întrebării și rezultatele și consecințele pe termen lung ale acesteia pentru economia și societatea sovietică , în timp ce există economiști și istorici care consideră industrializarea o cale corectă pentru dezvoltarea țării, dezvoltare pe care Imperiul Rus nu a reușit să o asigure. 

## GOELRO
Încă din timpul războiul civil, guvernul sovietic a început să dezvolte un plan pe termen lung pentru electrificarea țării. În decembrie 1920, planul Comisiei de stat pentru Electrificarea Rusiei⁠(d) a fost aprobat de cel de-al 8-lea Congres al Sovietelor, iar un an mai târziu a fost aprobat de cel de-al 9-lea Congres al Sovietelor din Rusia.
Planul prevedea dezvoltarea prioritară a industriei energiei electrice, legată de planurile de dezvoltare a tuturor regiunilor. Planul GOELRO, conceput pentru o perioadă de 10-15 ani, prevedea construirea a 30 de centrale electrice regionale (20 de termocentrale și 10 hidrocentrale) cu o capacitate totală de 1,75 GW. Proiectul acoperea opt regiuni economice majore (nordică, central-industrială, sudică, Volga, Ural, vest-siberiană, caucaziană și Turkestan). În același timp, a fost realizată dezvoltarea sistemului de transport al țării (reconstrucția vechilor linii de cale ferată și construirea altora noi și construirea Canalului Volga-Don). 
Proiectul GOELRO a făcut posibilă industrializarea în Uniunea Sovietică: producția de energie electrică în 1932 față de 1913 a crescut de aproape 7 ori, de la 2 la 13,5 miliarde kWh.

## Caracteristicile industrializării
Cercetătorii au evidențiat următoarele caracteristici ale industrializării:
- Au fost selectate sectoarele de investiții ale metalurgiei, ingineriei, construcțiilor industriale ca principale domenii de interes.
- Au fost direcționate fonduri din agricultură către industrie prin manipularea prețurilor și a veniturilor.
- Statul a avut un rol de primă importanță în centralizarea fondurilor pentru industrializare.
- A fost creată o singură formă de proprietate socialistă în agricultură cu două variante:  fermele de stat și cooperatiste.
- Industrializarea a fost planificată.
- În acest proces a lipsit capitalul privat (spiritul antreprenorial al membrilor cooperatori în acea perioadă a fost legal).
- Industrializarea a fost bazată pe resurse proprii (a fost imposibilă atragerea capitalui privat în condițiile externe și interne existente).
- Resursele pentru industrializare au fost supracentralizate.

## Discuțiile în perioada Noii Politici Economice
Până în 1928, Uniunea Sovietică a aplicat „Noua Politică Economică”. În timp ce agricultura, comerțul cu amănuntul, serviciile, industria alimentară și  industria ușoară erau în cea mai mare parte în mâini private, statul a păstrat controlul asupra industriei grele, transporturilor, băncilor, comerțului cu ridicata și comerțului internațional, adică așa-numitele „domenii strategice”. Întreprinderile de stat erau în concurență între ele, rolul Comitetului de Stat pentru Planificare al Uniunii Sovietice era limitat la previziuni, care determinau direcția și mărimea investițlorii publice.
Una dintre contradicțiile fundamentale ale bolșevismului a fost faptul că partidul care se autointitula „muncitoresc” și a cărui guvernare era „dictatura proletariatului” a ajuns la putere într-o țară agrară, în care muncitorii din fabrici reprezentau doar câteva procente din populație, iar majoritatea erau veniți de curând de la sat. Acești noi membri ai clasei muncitoare nu rupseseră complet legăturile cu lumea rurală. Industrializarea forțată a fost concepută pentru a elimina această contradicție.
Din punct de vedere al politicii externe, țara se afla în condiții ostile. Potrivit conducerii Partidul Comunist al întregii Uniuni (bolșevici), exista o mare probabilitate de a izbucni un nou război cu statele capitaliste. Este semnificativ faptul că, încă la cel de-al 10-lea congres al Partidului Comunist Rus (bolșevic) din 1921, Lev Kamenev, autorul raportului „Despre Republica Sovietică Încercuită”, a declarat că pregătirile pentru cel de-al Doilea Război Mondial, începuseră deja în Europa:
„Ceea ce vedem în fiecare zi în Europa ...atestă că războiul nu s-a terminat, armatele se mișcă, se dau ordine de luptă, se trimit garnizoane într-o zonă sau alta, nicio graniță nu poate fi considerată ferm stabilită. ...ne putem aștepta din oră în oră ca vechiul măcel imperialist încheiat să producă, ca o continuare firească a sa, un nou război imperialist și mai monstruos, și mai dezastruos.”
Pregătirea pentru război a necesitat o reînarmare completă. Școlile militare ale Imperiului Rus, distruse de revoluție și de războiul civil, au fost reconstruite: academiile militare, școlile, institutele și cursurile militare au început pregătirea pentru noile generații de conducători ai Armatei Roșii. Cu toate acestea, a fost imposibil să se înceapă imediat retehnologizarea echipamentelor Armatei Roșii din cauza înapoierii industriei grele. În același timp, ritmurile existente de industrializare păreau insuficiente, pe măsură ce decalajul față de țările capitaliste, care cunoscuseră o creștere economică importantă în anii care au urmat primei conflagrații mondiale, se accentua.
Unul dintre primele astfel de planuri de reînarmare a fost prezentat încă din 1921 în proiectul de reorganizare a Armatei Roșii pregătit pentru Congresul al X-lea de către Serghei Gusev și Mihail Frunze. Proiectul constata atât inevitabilitatea unui nou mare război, cât și faptul că Armata Roșie nu este pregătită pentru acesta. Gusev și Frunze au sugerat organizarea producției de masă de tancuri, artilerie, „mașini blindate, trenuri blindate, avioane” ca o primă urgență. În plus ei au sugerat să se studieze cu atenție experiența de luptă din Războiul Civil, inclusiv a unităților care s-au opus Armatei Roșii (unitățile de ofițeri ai Gărzilor Albe, taceanka mahnovistă – platformă mobilă înarmată cu mitraliere grele, „avioanele de bombardament” Wranghel etc. În plus, autorii au îndemnat, de asemenea, la organizarea urgentă a publicării în Rusia a lucrărilor „marxiste”  pe teme militare publicate în străinătate. 
După încheierea Războiului Civil, Rusia s-a confruntat din nou cu problema pre-revoluționară a suprapopulării agrare (capcana malthusiană-marxistă). În timpul domniei lui Nicolae al II-lea, suprapopularea a provocat o scădere treptată a suprafețelor medii a exploatațiilor agricole. Surplusul de muncitori de la sat nu a fost absorbit nici prin exodul spre orașe (care se ridica la aproximativ 300.000 de persoane pe an, cu o creștere medie de până la 1 milion de persoane pe an), nici prin programului guvernului Stolîpin de reinstalare a coloniștilor în Urali. În anii 1920, suprapopularea a luat forma șomajului urban. Acesta a devenit o problemă socială gravă, care a crescut de-a lungul perioadei Noii Politici Economice. Spre sfârșitul deceniului erau de peste 2 milioane de persoane fără un loc de muncă, adică aproximativ 10% din populația urbană. Guvernul a considerat că unul dintre factorii care împiedicau dezvoltarea industriei în orașe era lipsa de hrană și lipsa de interes a sătenilor să furnizeze orășenilor alimente la prețuri mici.

Conducerea partidului intenționa să rezolve aceste probleme prin redistribuirea planificată a resurselor între agricultură și industrie, în conformitate cu conceptul socialismului, care a fost anunțat la Congresul al XIV-lea al Partidului Comunist (bolșevic) și la cel de-al III-lea Congres al Sovietelor din 1925. În istoriografia stalinistă, cel de-al 14-lea congres a fost numit „congresul industrializării”, însă acesta a luat doar o decizie generală cu privire la necesitatea de a transforma Uniunea Sovietică dintr-o țară agrară într-una industrială, fără a stabili formele și ritmurile specifice ale industrializării.
Alegerea unei implementări specifice a planificării centrale a fost intens discutată în anii 1926-1928. Susținătorii abordării genetice (Vladimir Bazarov⁠(d), Vladimir Groman⁠(d), Nikolai Kondratiev) considerau că planul ar trebui să se bazeze pe regulile obiective ale dezvoltării economice, identificate ca urmare a unei analize a tendințelor existente. Susținătorii abordării teleologice (Gleb Krjijanovski, Valerian Kuibîșev, Stanislav Strumilin⁠(d)) credeau că planul ar trebui să transforme economia și să pornească de la schimbări structurale viitoare, oportunități de producție și o disciplină rigidă. Dintre funcționarii de partid, primii au fost susținuți de un adept al căii evolutive spre socialism, Nikolai Buharin, iar cei din urmă de Lev Troțki, care au insistat asupra unui ritm accelerat de industrializare.
Unul dintre primii ideologi ai industrializării a fost Evgheni Preobrajenski, un economist apropiat de Troțki, care în 1924-1925 a dezvoltat conceptul de „superindustrializare” forțată în detrimentul fondurilor din mediul rural („acumularea socialistă inițială”, potrivit lui Preobrajenski). La rândul său, Buharin l-a acuzat pe Preobrajenski și „opoziția sa de stânga”, care l-a susținut, de impunerea „exploatării militare feudale a țărănimii” și a „colonialismului intern”.
Secretarul general al Comitetului Central al Partidului Comunist al Întregii Uniuni (bolșevic), Iosif Vissarionovici Stalin, a susținut inițial punctul de vedere al lui Buharin dar, după excluderea lui Troțki din Comitetul Central al partidului la sfârșitul anului 1927, și-a schimbat poziția complet poziția</ref>. Acest lucru a dus la o victorie decisivă a școlii teleologice și la o schimbare radicală față de Noua Politică Economică. Cercetătorul Vadim Rogovin consideră că principala cauza a „virajului la stânga” al lui Stalin a fost criza recoltei de cereale din 1927. Țăranii, în special cei înstăriți, au refuzat în masă să își vândă produsele, considerând că prețurile de achiziție stabilite de stat erau mici.
Criza economică internă din 1927 s-a împletit cu o exacerbare bruscă a situației din politica externă. La 23 februarie 1927, ministrul britanic de externe a trimis o notă Uniunii Sovietice în care îi cerea să înceteze să mai sprijine guvernul naționalist- comunist din China. În urma refuzului, la 24-27 mai, Regatul Unit a întrerupt relațiile diplomatice cu Uniunea Sovietică. În același timp, alianța dintre Kuomintang și comuniștii chinezi s-a destrămat. La 12 aprilie, Chiang Kai-shek și aliații săi au masacrat comuniștii din Shanghai. Acest incident a fost folosit pe scară largă de către „opoziția unită” (blocul Troțki-Zinoviev) ca să critice diplomația stalinistă oficială ca fiind un eșec deliberat.
În aceeași perioadă, a avut loc un raid la ambasada sovietică din Beijing (6 aprilie). Poliția britanică a percheziționat societatea pe acțiuni sovieto-britanică Arcos din Londra (12 mai). În iunie 1927, reprezentanți ai albilor din exil au efectuat o serie de atacuri teroriste împotriva Uniunii Sovietice. De exemplu, la 7 iunie, emigrantul alb Boris Koverda⁠(d) l-a ucis pe plenipotențiarul sovietic la Varșovia, Piotr Voikov⁠(d). În aceeași zi, la Minsk, a fost ucis șeful OGPU din Belarus, Iosif Opanski, iar cu o zi înainte, teroristul alb a aruncat o bombă asupra OGPU din Moscova. Toate aceste incidente au contribuit la crearea unui mediu de „psihoză militară”, de teamă față de o nouă intervenție străină, o „cruciadă împotriva bolșevismului”.
Până în ianuarie 1928, rezervele de grâu ale statului erau doar la nivelul de 66% din cantitatea anului precedent, deoarece țăranii au refuzat să își vândă recolta, considerând că prețurile de achiziție erau prea mici. Întreruperile începute în aprovizionarea orașelor și a armatei au fost agravate de exacerbarea situației din politica externă, care a ajuns chiar până la încercarea de mobilizare. În august 1927, s-a declanșat panica în rândul populației, care a dus la cumpărarea a mari cantități de alimente. În cadrul celui de-al 15-lea Congres al Partidului Comunist al întregii Uniuni (bolșevici) (decembrie 1927), Anastas Mikoyan a recunoscut că țara a cunoscut dificultățile din „ajunul unui război fără să aibă un război”.

## Primul plan cincinal
Principala sarcină a economiei planificate a fost construirea puterii economice și militare a statului la cel mai înalt nivel posibil, însoțită de eliminarea aproape completă a industriei private, care fusese permisă de NEP. În stadiul inițial, aceasta se reducea la redistribuirea unei cantități maxime de resurse posibile pentru nevoile industrializării de stat. În decembrie 1927, la al 15-lea Congres al Partidului Comunist al întregii Uniuni (bolșevic), au fost adoptate „Directivele pentru elaborarea primului plan național de dezvoltare economică pe cinci ani al Uniunii Sovietice”, în care congresul s-a pronunțat împotriva super-industrializării: ratele de creștere nu trebuie să fie maxime și trebuie planificate astfel încât să nu apară eșecuri. Elaborat pe baza directivelor, proiectul primului plan cincinal (1 octombrie 1928 - 1 octombrie 1933) a fost aprobat la cea de-a 16-a Conferință a Partidului Comunist al întregii Uniuni (bolșevici) (aprilie 1929) ca un complex de sarcini reale și atent gândite. Acest plan, în realitate, este mult mai stresant decât proiectele anterioare, imediat după ce a fost aprobat de cel de-al 5-lea Congres al Sovietelor din Uniunea Sovietică în mai 1929, a dat justificări statului să realizeze o serie de măsuri economice, politice, organizatorice și ideologice, care au ridicat industrializarea la rang de concept, epoca „Marii cotituri”. Țara trebuia să extindă construcția de noi industrii, să crească producția de toate tipurile de produse și să înceapă să producă noi echipamente.
„ Suntem cu 50-100 de ani în urma țărilor avansate. Trebuie să recuperăm această distanță în zece ani. Ori reușim, ori ne zdrobesc ei.”—Iosif Vissarionovici Stalin

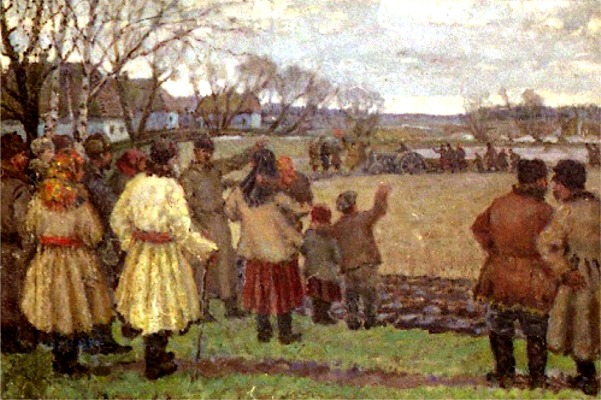
Vladimir Krihațki. „Primul tractor”

În primul rând, folosind propaganda, conducerea partidului a mobilizat populația în sprijinul industrializării. Membrii Comsomolului, în special, au reacționat cu entuziasm. Sovieticii nu duceau  lipsă de forță de muncă ieftină, deoarece după colectivizare, un număr mare de locuitori din mediul rural se mutaseră din sate în orașe din cauza sărăciei, a foamei și a acțiunii arbitrarea ale autorităților. Milioane de oameni au construit cu abnegație, de multe ori cu multă muncă manuală, sute de fabrici, centrale electrice, căi ferate sau linii de metrou. 
Adesea a trebuit să se lucreze în trei schimburi. În 1930, au fost lansate aproximativ 1.500 de obiective, dintre care 50 au absorbit aproape jumătate din totalul investițiilor. Cu ajutorul specialiștilor străini, au fost ridicate o serie de clădiri industriale gigantice: hidrocentrala de pe Nipru, uzinele metalurgice din Magnitogorsk, Lipețk, Celeabinsk, Novokuznețk, Norilsk și uzina de utilaj greu Uralmaș, uzinele de tractoare din Stalingrad, Celeabinsk, Harkov, uzinele constructoare de automobile GAZ, ZIS și altele. În 1935, s-a deschis prima linie a Metroului din Moscova, cu o lungime totală de 11,2km.

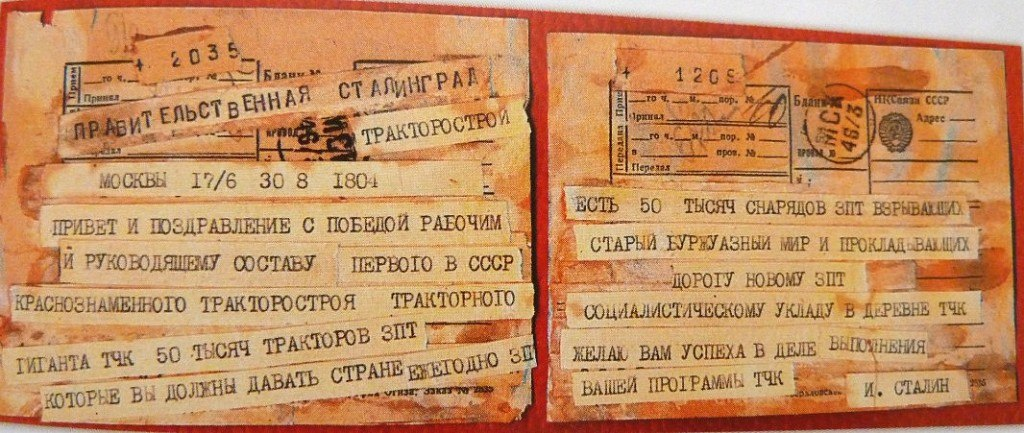
Telegrama de felicitare a lui Stalin pentru inaugurarea fabricii de tractoare care i-a purtat numele

Autoritățile au acordat atenție desființării agriculturii private și înlocuirii acesteia cu ferme mari de stat. Datorită apariției construcției interne de tractoare, în 1932, Uniunea Sovietică a încetat să mai importe tractoare din străinătate. În 1934, Uzina Kirov din Leningrad a început să producă un tractor cu plug „Universal”, care a devenit primul tractor rus exportat în străinătate. În cei zece ani de dinaintea războiului, au fost produse aproximativ 700.000 de tractoare, ceea ce a reprezentat 40% din producția mondială a acestora.
Pentru a-și crea propria bază de ingineri, a fost creat de urgență sistemul intern de învățământ tehnic superior. În 1930, în Uniunea Sovietică a fost introdus învățământul primar universal și învățământul obligatoriu de șapte ani în orașe.
În 1930, vorbind la al 16-lea Congres al Partidului Comunist al întregii Uniuni (bolșevic), Stalin a afirmat că un progres industrial era posibil și atunci când se construia "socialismul într-o singură țară" și a cerut o creștere susținută a obiectivelor din planul cincinal, argumentând că acestea vor fi depășite.
Pentru creșterea stimulentelor legate de muncă, plata a devenit mai strâns legată de productivitate. Au fost create centre pentru dezvoltarea și implementarea principiilor organizării științifice a muncii. Unul dintre cele mai mari centre de acest tip, Institutul Central al Muncii, a creat aproximativ 1.700 de puncte de instruire cu 2.000 dintre cei mai calificați instructori ai institutului în diferite părți ale țării. Acestea au funcționat în toate sectoarele de vârf ale economiei naționale - inginerie, metalurgie, construcții, industria ușoară și a lemnului, căile ferate și autovehicule, în agricultură și în marină
În 1933, în cadrul plenarei comune a Comitetului Central și a Comisiei Centrale de Control a Partidului Comunist al întregii Uniuni (bolșevici), Stalin a declarat în raportul său că, potrivit rezultatelor primului plan cincinal, au fost produse bunuri de consum mai puțin decât era necesar, dar politica de trecere în plan secundar a industrializării ar fi făcut ca URSS să nu aibă o industrie de tractoare și automobile, metalurgie feroasă sau neferoasă pentru producția de mașini. Țara ar fi rămas „fără pâine”. Elementele capitaliste din țară ar fi crescut incredibil de mult șansele de restaurare a capitalismului. Poziția sovietică ar fi devenit similară cu cea a Chinei, care la acea vreme nu avea propria industrie grea și militară și devenise obiectul unei agresiuni. Uniunea Sovietică nu ar fi avut pacte de neagresiune cu alte țări, ci intervenții militare și război – un război periculos și mortal, un război sângeros și inegal, pentru că în acest război țara ar fi fost neînarmată în fața dușmanilor, neavând la dispoziție toate mijloacele moderne de atac
Având în vedere că investiții de capital în industria grea au depășit aproape imediat suma planificată anterior și au continuat să crească, emisia de bani a crescut brusc (adică tipărirea de bani de hârtie), iar pe parcursul întregii prime perioade de cinci ani creșterea masei monetare în circulație a fost mai mult decât dublă față de producția de bunuri de consum, ceea ce a dus la prețuri mai mari și la o penurie de bunuri de consum.
În 1935, a apărut „Mișcarea stahanovistă”, numită astfel în onoarea muncitorului minier Aleksei Stahanov, care, potrivit informațiilor oficiale de la acea vreme, a depășit în noaptea de 30 august 1935 planul de muncă de peste 7 ori, extrăgând 102 tone de cărbune din mina Țentralnaia Irmino, față de norma obișnuită de 14 tone/schimb.
Deoarece după naționalizarea concesiunilor străine de exploatare a aurului fost declarat un „boicot al aurului” împotriva Uniunii Sovietice pe piețele mondiale, metode precum vânzarea tablourilor din colecția Muzeului Ermitaj au fost folosite pentru a obține valuta străină necesară pentru finanțarea industrializării.
În același timp, statul a trecut la distribuirea centralizată a mijloacelor de producție și a bunurilor de consum care îi aparțineau, s-a trecut la introducerea metodelor de conducere administrativ-centralizate și la naționalizarea proprietății private. A apărut un sistem politic bazat pe rolul conducător al Partidului Comunist, al proprietății de stat asupra mijloacelor de producție și pe un minim de inițiativă privată. A început, de asemenea, utilizarea pe scară largă a muncii forțate a prizonierilor din Gulag, a „coloniștilor speciali”, a deportaților din procesul de deschiaburire și a elementelor „nesigure din punct de vedere politic” recrutate în cadrul unităților necombatante muncă obligatorie.
Primul plan cincinal a fost asociat cu o urbanizare rapidă. Forța de muncă urbană a crescut cu 12,5 milioane de persoane, dintre care 8,5 milioane erau proaspăt veniți din zonele rurale. Cu toate acestea, Uniunea Sovietică a ajuns la o pondere de 50% din populația urbană abia la începutul anilor 1960.

## Folosirea specialiștilor străini
În procesul de industrializare, autoritățile sovietice au invitat ingineri din străinătate, multe companii renumite, cum ar fi Siemens-Schuckert⁠(d)werke AG și General Electric, care au contribuit din plin la modernizare echipamentelor existente și au efectuat livrări de echipamente moderne. O parte semnificativă a modelelor de echipamente produse în acei ani la fabricile sovietice erau copii identice sau modificate ale unor produse (de exemplu, tractorul Fordson⁠(d) asamblat la Uzina de tractoare Stalingrad).
În februarie 1930, între Amerikanskaia Torgovlia⁠(d) și Albert Kahn, Inc., o firmă a arhitectului american Albert Kahn, a fost semnat un acord, conform căruia firma lui Kahn a devenit consultantul principal al guvernului sovietic în domeniul construcțiilor industriale și a primit un pachet de comenzi pentru construcția de întreprinderi industriale în valoare de 2 miliarde de dolari (aproximativ 250 de miliarde de dolari în prețurile din zilele noastre). Această companie a asigurat construcția a peste 500 de instalații industriale în Uniunea Sovietică.
O filială a Albert Kahn, Inc. a fost deschisă la Moscova sub numele "Gosproektstroi⁠(d)". Conducătorul acesteia a fost Moritz Kahn, fratele proprietarului companiei. În cadrul Gosproektstroi au lucrat 25 de ingineri americani de top și aproximativ 2.500 de angajați sovietici. În cei trei ani de existență a Gosproektstroi, prin birourile sale au trecut peste 4.000 de arhitecți, ingineri și tehnicieni sovietici care au studiat experiența americană. La Moscova a funcționat și Biroul de Mașini Grele din Moscova, o filială a companiei germane Demag⁠(d).
Firma lui Albert Kahn a jucat rolul de coordonator între clientul sovietic și sute de companii occidentale care au furnizat echipamente și au oferit consultanță pentru construcția de obiective industriale. Astfel, proiectul tehnologic al  Uzinei de automobile Nijni Novgorod a fost realizat de Ford, iar proiectul de construcție de către compania americană Austin Motor Company⁠(d). Construcția Uzine de stat de rulmenți nr. 1 din Moscova, proiectată de Kahn, a fost realizată cu asistența tehnică a companiei italiene RIV.
Uzina de tractoare din Stalingrad, proiectată de Kahn în 1930, a fost construită inițial în Statele Unite, apoi a fost demontată, transportată în Uniunea Sovietică și asamblată sub supravegherea inginerilor americani. A fost dotată cu echipamentele a peste 80 de companii americane de inginerie și a mai multor firme germane.
Specialistul american în construcții hidrotehnice Hugh Cooper a devenit consultantul principal pentru construcția hidrocentralei de pe Nipru, pentru care turbinele hidroelectrice au fost achiziționate de la General Electric și Newport News Shipbuilding
Uzina siderurgică din Magnitogorsk a fost proiectată de firma americană Arthur G. McKee and Co., care a supravegheat și construcția acesteia. Un furnal pentru această uzină dar și pentru toate celelalte oțelării din perioada industrializării a fost dezvoltat de Freyn Engineering Co. din Chicago.

## Rezultate
| Gama de produse                                    | 1928  | 1932  | 1937  | 1928-1932 (%) Primul plan cincinal | 1928-1937 (%) Primul și al doilea plan cincinal |
| -------------------------------------------------- | ----- | ----- | ----- | ---------------------------------- | ----------------------------------------------- |
| Fontă, milioane de tone                            | 3,3   | 6,2   | 14,5  | 188                                | 439                                             |
| Oțel, milioane de tone                             | 4,3   | 5,9   | 17,7  | 137                                | 412                                             |
| Metale feroase laminate, milioane de tone          | 3,4   | 4,4   | 13    | 129                                | 382                                             |
| Cărbune, milioane de tone                          | 35,5  | 64,4  | 128   | 181                                | 361                                             |
| Petrol, milioane de tone                           | 11,6  | 21,4  | 28,5  | 184                                | 246                                             |
| Energie electric, miliarde de kWh                  | 5,0   | 13,5  | 36,2  | 270                                | 724                                             |
| Hârtie, mii de tone                                | 284   | 471   | 832   | 166                                | 293                                             |
| Ciment, milioane de tone                           | 1,8   | 3,5   | 5,5   | 194                                | 306                                             |
| Zahăr, mii de tone                                 | 1,283 | 1,828 | 2,421 | 142                                | 189                                             |
| Mașini pentru prelucrarea metalelor, mii de bucăți | 2,0   | 19,7  | 48,5  | 985                                | 2.425                                           |
| Mașini, mii de bucăți                              | 0,8   | 23,9  | 200   | 2.988                              | 25.000                                          |
| Pantofi din piele, milioane de perechi             | 58,0  | 86,9  | 183   | 150                                | 316                                             |

La sfârșitul anului 1932, a fost anunțată implementarea cu succes și timpurie a primului plan cincinal de patru ani și trei luni. Rezumând rezultatele acestuia, Stalin a anunțat că industria grea a îndeplinit planul în proporție de 108%. În perioada dintre 1 octombrie 1928 și 1 ianuarie 1933, mijloacele fixe de producție ale industriei grele au crescut de 2,7 ori.
În raportul prezentat la cel de-al 17-lea Congres al Partidului Comunist al întregii Uniuni (bolșevici) din ianuarie 1934, Stalin a afirmat următoarele citând cifrele de mai jos: „Uniunea Sovietică în această perioadă s-a transformat în mod fundamental ... Dintr-o țară agrară a devenit una industrială.”.
|             | 1913 (%) | 1929 (%) | 1930 (%) | 1931 (%) | 1932 (%) | 1933 (%) |
| ----------- | -------- | -------- | -------- | -------- | -------- | -------- |
| Industrie   | 42,1     | 54,5     | 61,6     | 66,7     | 70,7     | 70,4     |
| Agricultură | 57,9     | 45,5     | 38,4     | 33,3     | 29,3     | 29,6     |

După primul plan cincinal, a urmat cel de-al doilea plan cincinal, care a pus un accent ceva mai mic pe industrializare, și apoi cel de-al treilea plan cincinal, care a fost zădărnicit de izbucnirea celui de-al Doilea Război Mondial.
Rezultatul primelor planuri cincinale a fost dezvoltarea industriei grele, datorită căreia creșterea produsul intern brut în perioada 1928-1940, conform lui Vitali Melianțev, a fost de aproximativ 4,6% pe an (conform altor estimări anterioare, de la 3% la 6,3%). Producția industrială în perioada 1928-1937 a crescut de 2,5-3,5 ori, adică de 10,5-16% pe an În special, producția de mașini-unelte în perioada 1928-1937 a crescut în medie cu 27,4% pe an Din 1930 până în 1940, numărul de instituții de învățământ tehnic superior și secundar din Uniunea Sovietică a crescut de 4 ori ajungând la peste 150 de unități
Aproximativ 9.000 de uzine noi fuseseră construite până în 1941. Până la sfârșitul celui de-al doilea plan cincinal, Uniunea Sovietică a ocupat al doilea loc în lume în ceea ce privește producția industrială, fiind devansată doar de Statele Unite. Importurile au scăzut accentuat, ceea ce a fost văzut ca o dovadă a independenței economice a țării. Șomajul a fost eliminat. Ocuparea forței de muncă a crescut de la o treime din populație în 1928 la 45% în 1940, ceea ce a asigurat aproximativ jumătate din creșterea produs național brut. În perioada 1928-1937, universitățile și colegiile au pregătit aproximativ două milioane de specialiști. Au fost asimilate multe tehnologii noi. Astfel, doar în prima perioadă de cinci ani a fost pusă la punct producția de cauciuc sintetic, motociclete, ceasuri, aparate de fotografiat, excavatoare, ciment de înaltă calitate și oțel de înaltă calitate. De asemenea, au fost puse bazele cervetării științifice sovietice, care în anumite domenii a devenit în cele din urmă lider mondial. Pe baza bazei industriale stabilite, a devenit posibilă efectuarea unei retehnologizări pe scară largă a armatei. În timpul primului plan cincinal, cheltuielile pentru apărare au crescut la 10,8% din buget.
Odată cu debutul industrializării, fondurile destinate consumului au scăzut rapid și, ca urmare, nivelul de trai al populației a scăzut la rândul lui. Spre sfârșitul anului 1929, sistemul de rații a fost extins la aproape toate produsele alimentare, dar lipsa stocurilor era un fenomen obișnuit și existau cozi lungi la toate tipurile de mărfuri. Treptat, nivelul de trai a început să se îmbunătățească. În 1936, cartelele au fost anulate, ceea ce a fost însoțit de o creștere a salariilor în sectorul industrial și de o creștere și mai mare a prețurilor rațiilor de stat pentru toate bunurile. Nivelul mediu al consumului pe cap de locuitor în 1938 a fost cu 22% mai mare decât în 1928. Cu toate acestea, cea mai mare creștere a avut loc în rândul elitei de partid și birocratice și nu a afectat deloc majoritatea covârșitoare a populației rurale, adică mai mult de jumătate din populația țării.
| Gama de produse                                                                 | 1913 | 1940 | 1940-1913 (%) |
| ------------------------------------------------------------------------------- | ---- | ---- | ------------- |
| Producția de energie electrică, miliarde kWh                                    | 2,0  | 48,3 | 2,400         |
| Oțel, milioane de tone                                                          | 4,2  | 18,3 | 435           |
| Importuri de componente pentru industria constructoare de mașini (pondere în %) | 43,6 | 0,9  | 2             |
| Import de automobile (pondere în %)                                             | 100% | 0    | 0             |

Data de sfârșit a industrializării este stabilită de diferiți istorici în moduri diferite. Din punctul de vedere al aspirației conceptuale de edificare a industriei grele în timp record, primul plan cincinal a fost perioada cea mai însemnată. Cel mai adesea, sfârșitul industrializării este înțeles ca fiind ultimul an antebelic (1940), mai rar anul dinaintea morții lui Stalin (1952). Dacă industrializarea este înțeleasă ca un proces al cărui scop este creștere ponderii industriei în produsul intern brut, care definește țările industrializate, atunci economia Uniunii Sovietice a atins o astfel de stare abia în anii 1960. Ar trebui să se țină cont și de aspectul social al industrializării, deoarece abia la începutul anilor 1960 populația urbană a depășit-o pe cea rurală.
Economistul sovietic și secretar al comitetului de partid al Universității din Leningrad, Nikolai Dimitrievici Kolesov, consideră că, fără implementarea politicii de industrializare, independența politică și economică a țării nu ar fi fost asigurată. Sursele de fonduri pentru industrializare și ritmul acesteia au fost influențate de înapoierea economică moștenită de la regimul țarist și de perioada prea scurtă acordată pentru lichidarea acesteia. Potrivit lui Kolesov, Uniunea Sovietică a reușit să elimine înapoierea economică în doar 13 ani. 

## Atitudini critice
În timpul anilor de putere sovietică, comuniștii au susținut că baza industrializării era un plan rațional și realizabil. Între timp, s-a presupus că primul plan cincinal va începe la sfârșitul anului 1928, dar nici măcar în momentul anunțării acestuia, în aprilie-mai 1929, lucrările de elaborare nu erau finalizate. Forma inițială a planului includea obiective pentru 50 de industrii și agricultură, precum și relația dintre resurse și posibilități. Cu timpul, realizarea unor indicatori prestabiliți a început să joace un rol important. Dacă ratele de creștere a producției industriale stabilite inițial erau de 18-20%, până la sfârșitul anului acestea s-au dublat. Cercetătorii occidentali și ruși susțin că, în ciuda raportărilor privind implementarea cu succes a primului plan cincinal, statisticile au fost falsificate și niciunul dintre obiective nu a fost atins nici pe aproape. În plus, în agricultură și în industriile care au depins de agricultură, s-a înregistrat un declin puternic. O parte a nomenclaturii de partid a fost extrem de indignată de acest lucru și, de exemplu, Serghei Sîrțov a calificat rapoartele despre realizări drept „înșelătorie”.
Potrivit lui Boris Brutskus, industrializarea a fost prost gândită, ceea ce s-a manifestat printr-o serie de „fracturi” anunțate (aprilie-mai 1929, ianuarie-februarie 1930, iunie 1931). A apărut un sistem grandios și profund politizat, ale cărui trăsături caracteristice erau „gigantomania” economică, lipsa cronică de mărfuri, problemele de organizare, risipă și întreprinderi funcționând în pierdere. Obiectivele planului au început să determine mijloacele de punere în aplicare ale acestuia. Potrivit constatărilor altor istorici (Robert Conquest⁠(d), Richard Pipes⁠(d) etc.), neglijarea sprijinului material și a dezvoltării a infrastructurii de-a lungul timpului au început să provoace daune economice semnificative Unii dintre eforturile de industrializare sunt considerate de critici ca fiind prost gândite încă de la început. De exemplu, în opinia lui Jacques Rossi, construcția  Canalului Marea Albă-Marea Baltică nu a fost necesară . În același timp, conform statisticilor sovietice, 1,143 milioane de tone de marfă și 27.000 de pasageri au fost transportate pe canalul în 1933, pentru ca în 1940, volumul de mărfuri să fie de aproximativ un milion de tone, iar în 1985 să crească la 7,3 milioane de tone. Cu toate acestea, condițiile incredibil de grelede  din timpul construcției canalului au dus la moartea a până la 25.000 de cetățeni sovietici cu apți de muncă. Acest lucru nu numai că a privat Uniunea Sovietică de forța lor de muncă, dar a redus și numărul de persoane apte pentru serviciul militar pentru a contracara agresiunea germană nazistă care avea să aibă loc doar opt ani mai târziu.
În ciuda dezvoltării producției, industrializarea s-a realizat în principal prin metode extensive: creșterea economică a fost asigurată de o creștere a ratei de formare a capitalului fix, a ratei de economisire (datorită scăderii ratei consumului), a ratei de ocupare a forței de muncă și a exploatării resurselor naturale. Omul de știință britanic Don Filzer crede că acest lucru s-a datorat faptului că, în urma colectivizării agriculturii și a scăderii drastice a nivelului de trai al populației rurale, munca umană a fost mult devalorizată. Vadim Rogovin⁠(d) notează că dorința de îndeplinire a planului a dus la o situație de suprasolicitare a forțelor și la o căutare permanentă de motive pentru justificarea neîndeplinirii sarcinilor excesive. Din acest motiv, industrializarea nu se putea hrăni doar cu entuziasm și a necesitat o serie de măsuri de constrângere. Din octombrie 1930, libera circulație a forța dei muncă a fost interzisă și au fost impuse sancțiuni penale pentru încălcarea disciplinei muncii și neglijență. Din 1931, muncitorii au devenit responsabili pentru deteriorarea echipamentelor. În 1932 a devenit posibil transferul forțat al muncitorilor între întreprinderi, iar pentru furtul proprietății statului a fost introdusă pedeapsa cu moartea. La 27 decembrie 1932, a fost restabilit pașaportul intern, pe care Lenin îl condamnase la un moment dat ca fiind „înapoiere și despotism țarist”. Săptămâna de șapte zile a fost înlocuită cu o săptămână întreagă de lucru, ale cărei zile, fără nume, erau numerotate de la 1 la 5. La fiecare a șasea zi, exista o zi liberă pentru turele de lucru, astfel încât fabricile să poată lucra fără întrerupere. Munca deținuților era folosită în mod intensiv în Gulag. De fapt, în timpul primului plan cincinal, comuniștii au pus bazele muncii forțate pentru populația sovietică. Toate acestea au devenit subiectul unor critici aspre în țările democratice, și nu numai din partea liberalilor, ci și din partea social-democraților.
Nemulțumirile muncitorilor s-au transformat din când în când în greve: la uzina Stalin, la uzina Voroșilov, la uzina Șosten din Ucraina, la uzina Krasnoie Sormovo de lângă Nijni Novgorod, la uzina Serp și Molot a Mașinootrest din Moscova, la Traktorstroi din Cheliabinsk și la alte întreprinderi. 
Industrializarea a inplicat și colectivizarea agriculturii. În primul rând, agricultura devenise o sursă de acumulare primară, din cauza prețurilor scăzute de achiziție a cerealelor și a exportului ulterior la prețuri mai mari, precum și din cauza așa-numitei „supraimpozite sub forma unor plăți suplimentare pentru produsele industriale”. Țărănimea avea să asigure și ea creșterea industriei grele prin muncă. Rezultatul pe termen scurt al acestei politici de colectivizare a fost o scădere temporară a producției agricole. Consecința a fost deteriorarea situației economice a țărănimii și a dus la izbucnirea foametei din 1932–19933. Pentru compensarea pierderilor din lumea satului au fost necesare costuri suplimentare. În 1932-1936, fermele colective au primit de la stat aproximativ 500.000 de tractoare, nu numai pentru mecanizarea cultivării pământului, ci și pentru compensarea pagubelor cauzate de reducerea numărului de cai cu 51% (77 de milioane) în 1929-1933. Mecanizarea muncii în agricultură și unificarea loturilor separate de pământ au asigurat o creștere semnificativă a productivității muncii.
Lev Troțki și criticii străini au susținut că, în ciuda eforturilor de creștere a productivității muncii, în practică, productivitatea medie a muncii a scăzut. Acest lucru este afirmat într-o serie de publicații moderne,  potrivit cărora, în perioada 1929-1932, valoarea adăugată pe oră de muncă în industrie a scăzut cu 60% și a revenit la nivelul din 1929 abia în 1952. Acest lucru se explică prin apariția în economie a unei lipse cronice de mărfuri, a colectivizării, a fometei în masă, a unui aflux masiv de forță de muncă necalificată din mediul rural și a unei creșteri a resurselor de muncă ale acestora ale întreprinderilor. În același timp, în primii 10 ani de industrializare, produsul național brut specific pe lucrător a crescut cu 30% pe lucrător în primii 10 ani de industrializare.
În ceea ce privește recordurile stahanoviștilor, o serie de istorici notează că metodele lor au fost o metodă continuă de creștere a productivității popularizată anterior de Frederick Taylor⁠(d) și Henry Ford. În plus, recordurile în producție erau în mare parte înscenate și erau rezultatul eforturilor unei întregi echipe și în practică s-au transformat într-o cursă pentru mărirea cantității în detrimentul calității produselor. Datorită faptului că salariile erau proporționale cu productivitatea, salariile stahanoviștilor erau de câteva ori mai mari decât salariile medii din industrie. Acest lucru a provocat o atitudine ostilă față de stahanoviști din partea muncitorilor „înapoiați”, care le reproșau primilor faptul că recordurile lor duc la norme mai ridicate și prețuri mai mici ale muncii. Ziarele au vorbit despre „sabotajul fără precedent și fățiș” al mișcării stahanoviste din partea șefilor locurilor de muncă, de magazine și a organizațiilor sindicale.
Excluderea lui Troțki, Kamenev și Zinoviev din partid la cel de-al 15-lea Congres al Partidului Comunist al întregii Uniuni (bolșevic) a dat naștere unui val de represiuni în partid care s-a propagat în rândul intelectualității tehnice și al specialiștilor tehnici străini. La plenara din iulie 1928 a Comitetului Central al Partidului Comunist al întregii Uniuni (bolșevic), Stalin a avansat teza că „pe măsură ce avansăm, rezistența elementelor capitaliste va crește, lupta de clasă se va intensifica”. În același an, a început campania împotriva sabotajului. „Sabotorii” au fost învinuiți că nu au reușit să atingă obiectivele planului. Primul proces de mare anvergură în cazul „sabotorilor” a fost Procesul Șahti, în urma căruia acuzațiile de sabotaj puteau fi rezultatul neîndeplinirii planului de către companie.
Unul dintre principalele obiective ale industrializării forțate a fost depășirea întârzierilor față de țările capitaliste dezvoltate. Unii critici susțin că acest decalaj a fost în sine, în primul rând, o consecință a Revoluției din Octombrie. Ei atrag atenția asupra faptului că, în 1913, Rusia se afla pe locul cinci în producția industrială mondială și a fost lider mondial în ceea ce privește creșterea industrială, cu un indicator de 6,1% pe an pentru perioada 1888-1913. Cu toate acestea, până în 1920, nivelul de producție a scăzut de nouă ori față de 1916.
Propaganda sovietică a susținut că creșterea economică a fost fără precedent. Pe de altă parte, într-o serie de studii moderne, se dovedește că rata de creștere a produsului intern brut în Uniunea Sovietică (cea menționată mai sus  3–6,3%) erau comparabile cu cifrele similare din Germania în 1930-1938 (4,4%) și Imperiul Japonez (6,3%), deși erau net superioare celor din țări precum Regatul Unit, Franța și Statele Unite care se confruntau cu Marea criză economică în acea perioadă.
Pentru Uniunea Sovietică din acea perioadă, autoritarismul și planificarea centralizată a economiei erau caracteristice. La prima vedere, acest lucru dă greutate credinței populare potrivit căreia ratele ridicate de creștere a producției industriale ale Uniunii Sovietice au fost datorate regimului autoritar și economiei planificate. Cu toate acestea, o serie de economiști consideră că creșterea economiei sovietice a fost realizată doar datorită caracterului său extensiv. 
Ca parte a studiilor istorice așa-numite „scenarii virtuale”, s-a sugerat că, în cazul în care Noua Politică Economică ar fi fost păstrată, ar fi fost posibilă și industrializarea și creșterea economică rapidă.
În anii de industrializare din Uniunea Sovietică a existat o creștere medie a populației de 1% pe an, în timp ce în Anglia a fost de 0,36%, în SUA de 0,6%, iar în Franța de 0,11%.

## Industrializarea și Marele Război Patriotic
Unul dintre principalele obiective ale industrializării a fost consolidarea potențialului militar al Uniunii Sovietice. Astfel, dacă la 1 ianuarie 1932 existau 1.446 de tancuri și 213 vehicule blindate în Armata Roșie, atunci, la 1 ianuarie 1934, forțele terestre sovietice fuseseră dotate cu  7574 de tancuri și 326 de vehicule blindate – mai mult decât în armatele Regatului Unit, Franței și Germaniei Naziste la un loc.
Relația dintre industrializare și victoria Uniunii Sovietice împotriva Germaniei Naziste în „Marele Război pentru Apărarea Patriei” este încă un subiect de dezbatere. În perioada sovietică, s-a adoptat opinia că industrializarea și reînarmarea dinaintea războiului au jucat un rol decisiv în victorie. Cu toate acestea, proclamata superioritate a tehnologiei sovietice față de cea germană în ajunul războiului nu a ajutat la oprirea inamicului. 
Potrivit istoricului Konstantin Nikitenko, sistemul de birocratic de comandă, care a fost creat, a anulat contribuția economică a industrializării la capacitatea de apărare a țării. De asemenea, Vitali Lelciuk a atras atenția asupra faptului că, la începutul iernii anului 1941, a fost ocupat teritoriul pe care înainte de război locuiau 42% din populația Uniunii Sovietice, se extrăgea 63% din cărbune și se obținea 68% din fontă, etc. Tot el a subliniat că „victoria a trebuit să fie obținută cu altceva decât ajutorul potențialului puternic care a fost creat în anii de industrializare accelerată”. Baza materială și tehnică a unor giganți construiți în anii de industrializare, cum ar fi Noua fabrică de construcții de mașini din Kramatorsk și uzinele metalurgice Makeevka, hidrocentrala de pe Nipru etc au ajuns la dispoziția invadatorilor.
Dar susținătorii punctului de vedere sovietic obiectează că industrializarea a afectat cel mai mult Uralii și Siberia, în timp ce industria prerevoluționară s-a dovedit a fi în teritoriile ocupate. De asemenea, ei indică faptul că evacuarea pregătită a echipamentelor industriale în regiunile Urali, regiunea Volga, Siberia și Asia Centrală a jucat un rol semnificativ în continuarea eforturilor de război. Numai în primele trei luni ale războiului, 1.360 de întreprinderi mari (majoritatea militare) au fost strămutate.

## Industrializarea în literatura și artă
Poezie

Într-o fabrică sovietică

- Vladimir Maiakovski. Povestea lui Hrenov despre Kuznețkstroi și despre oamenii din Kuznețk  (1929)

Proză
- Andrei Platonov. Groapa pentru fundație (1930)
- Alexander Malîșkin. Oameni din interior (1938)

Sculptură
- Vera Muhina. Muncitorul și colhoznica (Moscova, 1937)
- Alexei Zelenski și Vasily Bohun. Metalurgist (Magnitogorsk, 1958)

Filme
- Ivan. Regizor Oleksandr Dovjenko (1932)
- Calea luminoasă. Regizor Grigory Alexandrov (1940)
- Timpul, înainte!. Regizor Mihail Șveițer (1965)
- Omul de marmură. Regizor Andrzej Wajda (1977) – acțiunea filmului are loc în Polonia anilor 1950, dar există o paralelă cu mișcarea sovietică a stahanoștilor.

## Vedeți și:
- Gosplan
- Economia Uniunii Sovietice
- Economia Rusiei